# 21 Korpus Armijny (Imperium Rosyjskie)
21 Korpus Armijny (ros. 21-й армейский корпус) – jeden ze związków operacyjno-taktycznych  Imperium Rosyjskiego w czasie I wojny światowej. Dyslokowany do I wojny światowej  w  Kijowskim Okręgu Wojskowym. Rozformowany - początek 1918.

## Struktura organizacyjna
Organizacja w 1914
- dowództwo i sztab – Kijów
- 33 Dywizja Piechoty
- 44 Dywizja Piechoty
- 21 dywizjon haubic
- 4 dywizjon artylerii ciężkiej
- 14 batalion saperów
- 5 batalion pontonowy

## Podporządkowanie
- 3 Armii (2.08.1914 – 17.02.1915)
- 8 Armii (od 4.05.1915)
- 2 Armii (12.08 – 1.09.1915)
- 5 Armii (17.11.1915  – 1.07.1916)
- 12 Armii (1.08.1916 – 23.09.1917)
- 4 Armii (20.10 – grudzień 1917)

## Dowódcy Korpusu
- gen. piechoty  J. F. Szkinskij (maj 1914 – październik 1915)
- gen. lejtnant W. P. Szirokow (październik 1915 – kwiecień 1917)
- gen. major W. P. Trojanow  (lipiec – wrzesień 1917)
- gen. lejtnant Nikołaj Emiliewicz Bredow  (d0 30.09.1917)